# Salud del suelo
La salud del suelo es un estado de un suelo que cumple con su rango de funciones ecosistémicas según sea apropiado para su entorno. En términos más coloquiales, la salud del suelo surge de interacciones favorables de todos los componentes del suelo (vivos y no vivos) que van juntos, como en la microbiota, las plantas y los animales. Es posible que un suelo sea saludable en términos de funcionamiento del ecosistema, pero no necesariamente sirva directamente a la producción de cultivos o la nutrición humana, de ahí el debate científico sobre términos y medidas.
Las pruebas de salud del suelo se persiguen como una evaluación de este estado pero tienden a limitarse en gran medida a objetivos agronómicos, por razones obvias. La salud del suelo depende de la biodiversidad del suelo (con una biota robusta del suelo), y puede mejorarse mediante el manejo del suelo, especialmente cuidando de mantener cubiertas vivas protectoras en el suelo y mediante enmiendas naturales del suelo (conteniendo carbono). Los fertilizantes inorgánicos no necesariamente dañan la salud del suelo si 1) se usan en cantidades adecuadas y no excesivas y 2) si producen una mejora general del crecimiento general de la planta que aporta más residuos que contienen carbono al suelo.

## Aspectos
El término salud del suelo se utiliza para describir el estado de un suelo en:
- Mantener la productividad vegetal y animal (enfoque agronómico);
- Mejora de la biodiversidad del suelo (enfoque ecológico);
- Mantener o mejorar la calidad del agua y del aire (enfoque ambiental/climático);
- Apoyar la salud y los asentamientos humanos.[3]
- Secuestro de carbono[4]

La salud del suelo ha reemplazado en parte, si no en gran medida, la expresión "calidad del suelo" que existía en la década de 1990. La principal diferencia entre las dos expresiones es que la calidad del suelo se centró en rasgos individuales dentro de un grupo funcional, como en "calidad del suelo para la producción de maíz" o "calidad del suelo para la preparación del lecho de las carreteras", etc. La adición de la palabra "salud" cambió la percepción a ser integradora, holística y sistemática. Las dos expresiones todavía se superponen considerablemente. La salud del suelo como expresión deriva de los movimientos orgánicos o de "agricultura biológica" en Europa, sin embargo, mucho antes de que la calidad del suelo se aplicara por primera vez como disciplina alrededor de 1990. En 1978, el biólogo del suelo suizo, el Dr. Otto Buess, escribió un ensayo "La salud del suelo y las plantas" que define en gran medida el campo incluso hoy.
El principio subyacente en el uso del término "salud del suelo" es que el suelo no es solo un medio de cultivo inerte y sin vida, que la agricultura intensiva moderna tiende a representar, sino que es un entorno completo vivo, dinámico y siempre tan sutilmente cambiante. Resulta que los suelos altamente fértiles desde el punto de vista de la productividad de los cultivos también son vivos desde el punto de vista biológico. Actualmente se reconoce comúnmente que la biomasa microbiana del suelo es grande: en suelos de pastizales templados, se ha documentado que la biomasa bacteriana y fúngica es de 1 a 2 toneladas (2000,0 kg) por hectárea y 2 a 5 toneladas (5000,0 kg) por hectárea, respectivamente. Algunos microbiólogos creen que el 80% de las funciones de los nutrientes del suelo están esencialmente controladas por microbios.
Utilizando la analogía de la salud humana, un suelo sano se puede clasificar como uno:
- En un estado de bienestar compuesto en términos de propiedades biológicas, químicas y físicas;
- No enfermo ni debilitado (es decir, no degradado, ni degradante), ni causando impactos negativos fuera del sitio;
- Con cada una de sus cualidades funcionando cooperativamente de manera que el suelo alcance su máximo potencial y resista la degradación;
- Proporciona una gama completa de funciones (especialmente los ciclos de nutrientes, de carbono y del agua) y de tal manera que mantiene esta capacidad en el futuro.

## Medición
La salud del suelo se mide en términos de servicios ecosistémicos individuales proporcionados en relación con el punto de referencia. Los puntos de referencia específicos utilizados para evaluar la salud del suelo incluyen la liberación de CO2, los niveles de humus, la actividad microbiana y el calcio disponible.
Las pruebas de salud del suelo se están extendiendo en países como Estados Unidos, Australia y Sudáfrica. La Universidad de Cornell, una universidad con concesión de tierras en el estado de Nueva York, ha realizado pruebas de salud del suelo desde 2006. Woods End Laboratories, un laboratorio de suelos privado fundado en Maine en 1975, ha ofrecido un paquete de calidad del suelo desde 1985. Estos servicios combinan pruebas de física (estabilidad agregada), química (equilibrio mineral) y biología (respiración de CO2) que hoy se consideran características de las pruebas de salud del suelo. El enfoque de otros laboratorios de suelos que también ingresan al campo de la salud del suelo es agregar a las pruebas de nutrientes químicos comunes un conjunto biológico de factores que normalmente no se incluyen en las pruebas de rutina del suelo. El mejor ejemplo es agregar la respiración biológica del suelo como procedimiento de prueba; esto ya se ha adaptado a los laboratorios comerciales modernos en el período desde 2006.
Sin embargo, existe resistencia entre los laboratorios de análisis de suelos y los científicos universitarios para agregar nuevas pruebas biológicas, principalmente porque la interpretación de la fertilidad del suelo se basa en modelos de estudios de "respuesta de cultivos" que comparan el rendimiento con los niveles de prueba de nutrientes químicos específicos, y no hay modelos similares de interpretación. parecen existir para las pruebas de salud del suelo. Los críticos de las nuevas pruebas de salud del suelo argumentan que pueden ser insensibles a los cambios de gestión.
Muchos críticos del sistema convencional dicen que la pérdida de la calidad del suelo es evidencia suficiente de que los viejos modelos de análisis de suelos han fallado y deben ser reemplazados por nuevos enfoques. Estos modelos más antiguos han enfatizado el "rendimiento máximo" y la "calibración del rendimiento" hasta tal punto que se han pasado por alto factores relacionados. Así, la contaminación de las aguas subterráneas y superficiales con exceso de nutrientes (nitratos y fosfatos) ha crecido enormemente.